# أنجل تومبكينز
أنجل تومبكينز (بالإنجليزية: Angel Tompkins) هي ممثلة أمريكية، ولدت في 20 ديسمبر 1942 في الولايات المتحدة.

## وصلات خارجية
- أنجل تومبكينز على موقع IMDb (الإنجليزية)
- أنجل تومبكينز على موقع إن إن دي بي (الإنجليزية)
- أنجل تومبكينز على موقع قاعدة بيانات الفيلم (الإنجليزية)